# Arrondissement Annecy
Arrondissement Annecy (fr. Arrondissement d'Annecy) je správní územní jednotka ležící v departementu Horní Savojsko a regionu Rhône-Alpes ve Francii. Člení se dále na 10 kantonů a 93 obce.

## Kantony
- Alby-sur-Chéran
- Annecy-Centre
- Annecy-le-Vieux
- Annecy-Nord-Est
- Annecy-Nord-Ouest
- Faverges
- Rumilly
- Seynod
- Thônes
- Thorens-Glières